# Marktprijs
In de micro-economie is de marktprijs de prijs die in een bepaalde markt tot stand komt. Deze prijs kan door de effecten van vraag en aanbod verschillen van de evenwichtsprijs (neoklassieke economie) of productieprijs (klassieke economie). 
Wanneer de consumenten evenveel willen kopen als de producenten willen verkopen, is de markt in evenwicht. In dit geval zijn marktprijs en evenwichtsprijs aan elkaar gelijk. In gevallen dat er in markten onevenwichtigheden bestaan zullen marktprijs en evenwichtsprijs van elkaar verschillen. 
De totstandkoming van de marktprijs hangt af van het samenspel van vraag en aanbod; hoe hoger de prijs, hoe minder producten de consumenten bereid zijn te kopen. Hoe lager de prijs, hoe meer ze willen kopen. De vraagcurve heeft daarom een dalend verloop. Hoe hoger de prijs, hoe meer de producenten bereid zijn aan te bieden. Hoe lager de prijs, hoe minder ze willen aanbieden. De aanbodcurve heeft daarom een stijgend verloop. 
Als het product niet tegen de marktprijs kan worden verkocht is er (bij een te lage prijs) een tekort of (bij een te hoge prijs) een overschot aan producten. Bij een te lage prijs zullen er immers vragers overblijven die tegen die prijs willen kopen (vraagoverschot); bij een te hoge prijs blijven er aanbieders over die tegen die prijs willen verkopen (aanbodoverschot).